# Norbik
Norbik (hollandul Noorbeek) egy kis holland falu Limburg tartományban, 1982. január 1-jétől Margraten városához tartozik. Hollandia egyik legdélibb pontja. Lakóinak száma mintegy 1146 fő. A Noor (vagy Noorbeek) folyóról van elnevezve. A faluban a limburgi nyelv egyik nyelvjárását, a norbikit (Norbiks) beszélik. Lakosainak száma 1147 fő (2008).
Norbik falu védőszentje Szent Brigitta, a róla elnevezett templomot a 16. században emelték.

## Történelem
- Norbik korábban a dalhemi grófság részét képezte.
- Első írásos említése 1144-ből való, Nortbech(e) néven szerepelt a Rolduki évkönyvekben (Annales Rodenses).
- 1944. szeptember 12-én Norbik volt az első holland település, amit a szövetséges csapatok felszabadítottak.

## Háztartások száma
Norbik háztartásainak száma az elmúlt években az alábbi módon változott:

## Híres norbikiak
- Pierre Lardinois (1924–1987) - politikus, holland képviselő, az Európai Parlament tagja (1963–1967), földművelési miniszter (1967–1973), majd európai biztos (1973–1977)
- Barbara Joséphine "Bep" Mergelsberg (1957. április 30. –) - író, újságíró
- Brigitte Heitzer (1979. augusztus 23.) - musicalszínésznő. Norbikban nőtt fel.

## Galéria

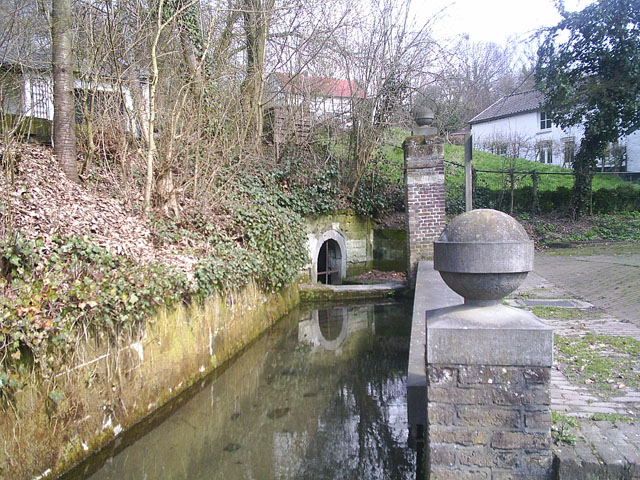
A Szent Brigitta-híd
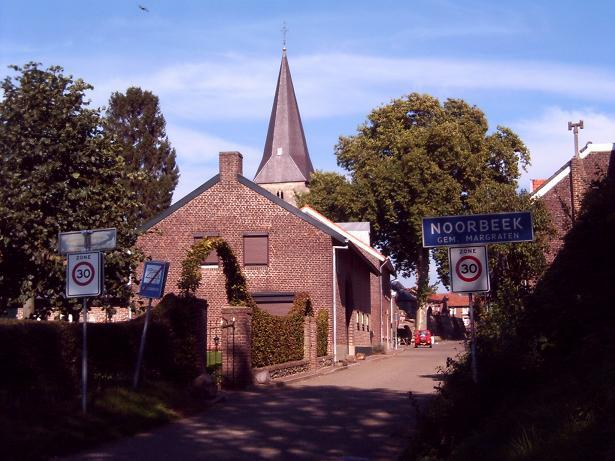
Norbiki utcajelenet
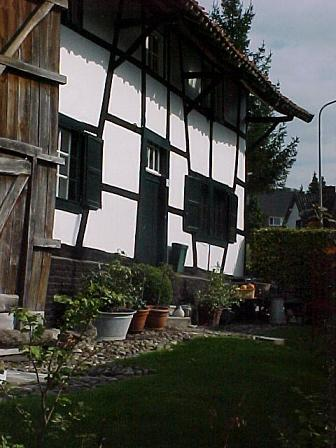
Norbiki ház